# Heterosminthurus claviger
Heterosminthurus claviger är en urinsektsart som först beskrevs av Hermann Gisin 1958.  Heterosminthurus claviger ingår i släktet Heterosminthurus, och familjen Bourletiellidae. Arten är reproducerande i Sverige.